# Arina Uszakowa
Arina Wadimowna Uszakowa, ros. Арина Вадимовна Ушакова (ur. 27 czerwca 2002 w Czelabińsku) – rosyjska łyżwiarka figurowa, startująca w parach tanecznych z Maksimem Niekrasowem. Brązowa medalistka mistrzostw świata juniorów (2018), srebrna medalistka finału Junior Grand Prix (2018) oraz mistrzyni Rosji juniorów (2021).

## Osiągnięcia
Z Maksimem Niekrasowem
| Zawody                                | 15–16                                 | 16–17                                 | 17–18                                 | 18–19                                 | 19–20                                 | 20–21                                 | 21–22                                 |                                       |                                       |                                       |                                       |                                       |                                       |                                       |                                       |                                       |                                       |                                       |
| Międzynarodowe: Kategorie młodzieżowe | Międzynarodowe: Kategorie młodzieżowe | Międzynarodowe: Kategorie młodzieżowe | Międzynarodowe: Kategorie młodzieżowe | Międzynarodowe: Kategorie młodzieżowe | Międzynarodowe: Kategorie młodzieżowe | Międzynarodowe: Kategorie młodzieżowe | Międzynarodowe: Kategorie młodzieżowe | Międzynarodowe: Kategorie młodzieżowe | Międzynarodowe: Kategorie młodzieżowe | Międzynarodowe: Kategorie młodzieżowe | Międzynarodowe: Kategorie młodzieżowe | Międzynarodowe: Kategorie młodzieżowe | Międzynarodowe: Kategorie młodzieżowe | Międzynarodowe: Kategorie młodzieżowe | Międzynarodowe: Kategorie młodzieżowe | Międzynarodowe: Kategorie młodzieżowe | Międzynarodowe: Kategorie młodzieżowe | Międzynarodowe: Kategorie młodzieżowe |
| ------------------------------------- | ------------------------------------- | ------------------------------------- | ------------------------------------- | ------------------------------------- | ------------------------------------- | ------------------------------------- | ------------------------------------- | ------------------------------------- | ------------------------------------- | ------------------------------------- | ------------------------------------- | ------------------------------------- | ------------------------------------- | ------------------------------------- | ------------------------------------- | ------------------------------------- | ------------------------------------- | ------------------------------------- |
| Mistrzostwa świata juniorów           |                                       |                                       | 3                                     | 5                                     | 4                                     |                                       |                                       |                                       |                                       |                                       |                                       |                                       |                                       |                                       |                                       |                                       |                                       |                                       |
| JGP Finał                             |                                       |                                       | 5                                     | 2                                     |                                       |                                       |                                       |                                       |                                       |                                       |                                       |                                       |                                       |                                       |                                       |                                       |                                       |                                       |
| JGP w Armenii                         |                                       |                                       |                                       | 1                                     |                                       |                                       |                                       |                                       |                                       |                                       |                                       |                                       |                                       |                                       |                                       |                                       |                                       |                                       |
| JGP na Białorusi                      |                                       |                                       | 3                                     |                                       |                                       |                                       |                                       |                                       |                                       |                                       |                                       |                                       |                                       |                                       |                                       |                                       |                                       |                                       |
| JGP w Czechach                        |                                       | 3                                     |                                       |                                       |                                       |                                       |                                       |                                       |                                       |                                       |                                       |                                       |                                       |                                       |                                       |                                       |                                       |                                       |
| JGP na Litwie                         |                                       |                                       |                                       | 1                                     |                                       |                                       |                                       |                                       |                                       |                                       |                                       |                                       |                                       |                                       |                                       |                                       |                                       |                                       |
| JGP w Niemczech                       |                                       | 3                                     |                                       |                                       |                                       |                                       |                                       |                                       |                                       |                                       |                                       |                                       |                                       |                                       |                                       |                                       |                                       |                                       |
| JGP we Włoszech                       |                                       |                                       | 1                                     |                                       |                                       |                                       |                                       |                                       |                                       |                                       |                                       |                                       |                                       |                                       |                                       |                                       |                                       |                                       |
| Minsk-Arena Ice Star                  |                                       | 2 J                                   |                                       |                                       |                                       |                                       |                                       |                                       |                                       |                                       |                                       |                                       |                                       |                                       |                                       |                                       |                                       |                                       |
| Open Ice Mall Cup                     |                                       |                                       |                                       | 1 J                                   |                                       |                                       |                                       |                                       |                                       |                                       |                                       |                                       |                                       |                                       |                                       |                                       |                                       |                                       |
| Tallinn Trophy                        | 5 J                                   |                                       |                                       |                                       |                                       |                                       |                                       |                                       |                                       |                                       |                                       |                                       |                                       |                                       |                                       |                                       |                                       |                                       |
| Golden Spin Zagrzeb                   |                                       |                                       |                                       |                                       | 1 J                                   |                                       |                                       |                                       |                                       |                                       |                                       |                                       |                                       |                                       |                                       |                                       |                                       |                                       |
| Krajowe                               |                                       |                                       |                                       |                                       |                                       |                                       |                                       |                                       |                                       |                                       |                                       |                                       |                                       |                                       |                                       |                                       |                                       |                                       |
| Mistrzostwa Rosji                     |                                       |                                       |                                       |                                       |                                       |                                       | 7                                     |                                       |                                       |                                       |                                       |                                       |                                       |                                       |                                       |                                       |                                       |                                       |
| Mistrzostwa Rosji juniorów            |                                       | 7                                     | 3                                     | 2                                     | 2                                     | 1                                     |                                       |                                       |                                       |                                       |                                       |                                       |                                       |                                       |                                       |                                       |                                       |                                       |

## Rekordy świata juniorów (JWR)
Arina Uszakowa / Maksim Niekrasow
| Data                               | Punkty                          | Zawody                          | Uwagi                                                                                          | Źr.                             |
| Rekordy w nocie łącznej (GOE±5)    | Rekordy w nocie łącznej (GOE±5) | Rekordy w nocie łącznej (GOE±5) | Rekordy w nocie łącznej (GOE±5)                                                                | Rekordy w nocie łącznej (GOE±5) |
| ---------------------------------- | ------------------------------- | ------------------------------- | ---------------------------------------------------------------------------------------------- | ------------------------------- |
| 13 października 2018               | 172,81                          | JGP w Armenii 2018              | Rekord pobity przez parę Lajoie / Lagha podczas mistrzostw świata juniorów 2019 (176,10 pkt.). | [ 2 ]                           |
| 8 września 2018                    | 168,17                          | JGP na Litwie 2018              |                                                                                                | [ 3 ]                           |
| Rekordy w tańcu dowolnym (GOE±5)   |                                 |                                 |                                                                                                |                                 |
| 13 października 2018               | 103,63                          | JGP w Armenii 2018              | Rekord pobity przez parę Lajoie / Lagha podczas mistrzostw świata juniorów 2019 (105,96 pkt.). | [ 4 ]                           |
| 8 września 2018                    | 100,54                          | JGP na Litwie 2018              |                                                                                                | [ 5 ]                           |
| Rekordy w tańcu rytmicznym (GOE±5) |                                 |                                 |                                                                                                |                                 |
| 12 października 2018               | 69,18                           | JGP w Armenii 2018              | Rekord pobity przez parę Lajoie / Lagha podczas mistrzostw świata juniorów 2019 (70,14 pkt.).  | [ 6 ]                           |
| 7 września 2018                    | 67,63                           | JGP na Litwie 2018              |                                                                                                | [ 7 ]                           |